# Living Room Songs
Living Room Songs (укр. Пісні з вітальні) — альбом ісландського мультиінструменталіста Олафура Арнальдса. Відеовиконання пісень було опубліковано одне за одним протягом тижня, починаючи з 3 жовтня 2011. Офіційно альбом було презентовано 2 грудня 2011 року.

## Перелік композицій
1. Fyrsta (4:13)
2. Near Light (3:28)
3. Film Credits (3:24)
4. Tomorrow's Song (3:07)
5. Ágúst (3:06)
6. Lag fyrir Ömmu (3:33)
7. This Place is a Shelter (2:13)